# Одынец, Викентий Иванович
Викентий Иванович Одынец (пол. Wincenty Odyniec), (8 марта 1865 года — 1 июня 1952 года) — российский и польский генерал, герой Первой мировой войны.

## Биография
Родился 8 марта 1865 года в Литвинкове под Минском, происходил из польских дворян Минской губернии. Его дядя Франц Викентьевич Одынец был генерал-лейтенантом и членом Главного артиллерийского управления Военного министерства Российской империи.
Образование получил в Минском городском училище и Виленском пехотном юнкерском училище, из которого выпущен в 1888 году подпоручиком в 60-й пехотный Замосцкий полк.
В 1904—1905 годах, будучи в чине капитана принимал участие в русско-японской войне.
Начало Первой мировой войны подполковник Одынец встретил на должности командира батальона Замосцкого полка и уже 7 октября 1914 года Высочайшим приказом был награждён орденом Св. Георгия 4-й степени
За то, что 12 августа 1914 года под дер. Вержбово, будучи начальником головного отряда, захватил и удержал высоты, занятые противником, чем способствовал успеху отряда и поражению противника.
В 1915 году Одынец был произведён в полковники (со старшинством от 28 ноября 1913 года и вскоре назначен командиром 417-го пехотного Луганского полка. 10 ноября 1915 года награждён Георгиевским оружием. 30 апреля 1917 года получил чин генерал-майора (со старшинством от 28 ноября 1915 года), служил при штабе Киевского военного округа и командовал пехотной бригадой. Летом 1917 года он был переведён в 1-й Польский корпус на должность командующего дивизией.
В декабре 1918 года Одынец был принят на службу в Польскую армию и назначен помощником начальника Литовско-Белорусской дивизии. В 1919 году командовал польскими войсками в Белостоке и Волковыске, а затем был командующим 3-й Великопольской стрелковой дивизией, награждён серебряным крестом ордена Virtuti Militari. В 1920 году Одынец из-за неудачных действий против советских войск был смещён с должности начальника дивизии и назначен состоять в распоряжении Верховного главнокомандующего, затем состоял при Генеральном штабе. 1 ноября 1921 года вышел в отставку. 26 октября 1923 года Одынец был зачислен в корпус генералов запаса.
В отставке жил в Милянувеке, где умер 1 июня 1952 года.